# Natação no Campeonato Mundial de Esportes Aquáticos de 2024 - 100 m borboleta masculino

A prova dos 100 metros borboleta masculino da natação no Campeonato Mundial de Esportes Aquáticos de 2024 foi realizada nos dias 16 e 17 de fevereiro de 2024 em Doha, no Catar.

## Formato da competição
A competição consiste em três rodadas: eliminatórias, semifinais e final. Os nadadores com os 16 melhores tempos nas baterias preliminares avançam as semifinais. Já os nadadores com os 8 melhores tempos nas semifinais avançam a final. Desempates (swim-offs) são utilizados conforme necessário para quebrar os empates de avanço a próxima rodada.

## Cronograma
Todos os horários estão na hora local (UTC+3).
| Data            | Hora  | Evento        |
| --------------- | ----- | ------------- |
| 16 de fevereiro | 10:31 | Eliminatórias |
| 16 de fevereiro | 19:09 | Semifinais    |
| 17 de fevereiro | 19:42 | Final         |

## Recordes
Antes desta competição, os recordes mundiais e do campeonato nesta prova eram os seguintes:
| Tipo                  | Atleta         | Tempo  | Local   | Data                |
| --------------------- | -------------- | ------ | ------- | ------------------- |
|                       | Caeleb Dressel | 49s 45 | Tóquio  | 31 de julho de 2021 |
| Recorde do campeonato | Caeleb Dressel | 49s 50 | Gwangju | 26 de julho de 2019 |

## Medalhistas
| Ouro                     | Prata                  | Bronze                   |
| Diogo Ribeiro · Portugal | Simon Bucher · Áustria | Jakub Majerski · Polónia |

## Resultados

### Eliminatórias
Esses foram os resultados das eliminatórias. A prova foi realizada no dia 16 de fevereiro com início às 09:31.
| Pos. | Bateria | Raia | Nadador              | Nacionalidade      | Tempo   | Notas            |
| ---- | ------- | ---- | -------------------- | ------------------ | ------- | ---------------- |
| 1    | 8       | 5    | Simon Bucher         | Áustria            | 51.42   | Q                |
| 2    | 6       | 4    | Katsuhiro Matsumoto  | Japão              | 51.60   | Q                |
| 3    | 8       | 4    | Nyls Korstanje       | Países Baixos      | 51.70   | Q                |
| 4    | 7       | 6    | Adilbek Mussin       | Cazaquistão        | 51.75   | Q                |
| 5    | 8       | 3    | Diogo Ribeiro        | Portugal           | 51.78   | Q                |
| 6    | 6       | 3    | Zach Harting         | Estados Unidos     | 51.94   | Q                |
| 7    | 6       | 5    | Jakub Majerski       | Polónia            | 51.96   | Q                |
| 8    | 7       | 5    | Chad le Clos         | África do Sul      | 52.04   | Q                |
| 8    | 8       | 7    | Finlay Knox          | Canadá             | 52.04   | Q                |
| 10   | 7       | 3    | Josif Miladinov      | Bulgária           | 52.10   | Q                |
| 11   | 6       | 2    | Mario Molla          | Espanha            | 52.12   | Q                |
| 12   | 7       | 4    | Shaine Casas         | Estados Unidos     | 52.21   | Q                |
| 13   | 6       | 6    | Adrian Jaśkiewicz    | Polónia            | 52.31   | Q                |
| 14   | 7       | 2    | Matheus Gonche       | Brasil             | 52.44   | Q                |
| 15   | 7       | 7    | Gianmarco Sansone    | Itália             | 52.46   | Q                |
| 16   | 8       | 6    | Matthew Sates        | África do Sul      | 52.52   | DES              |
| 16   | 8       | 9    | Max McCusker         | Irlanda            | 52.52   | DES              |
| 18   | 8       | 8    | Teong Tzen Wei       | Singapura          | 52.62   |                  |
| 19   | 5       | 4    | David Arias          | Colômbia           | 52.72   |                  |
| 20   | 6       | 1    | Daniel Gracík        | Chéquia            | 52.77   |                  |
| 21   | 7       | 9    | Bryan Leong          | Malásia            | 52.78   | Recorde nacional |
| 22   | 5       | 9    | Đurđe Matić          | Sérvia             | 52.81   |                  |
| 23   | 6       | 7    | Eldor Usmonov        | Uzbequistão        | 52.83   |                  |
| 24   | 6       | 0    | Jorge Otaiza         | Venezuela          | 53.10   |                  |
| 24   | 8       | 0    | Wang Xizhe           | China              | 53.10   |                  |
| 26   | 6       | 9    | Navaphat Wongcharoen | Tailândia          | 53.27   |                  |
| 27   | 5       | 2    | Abdalla Nasr         | Egito              | 53.31   |                  |
| 28   | 5       | 8    | Mehrshad Afghari     | Irão               | 53.32   |                  |
| 29   | 5       | 3    | Denys Kesil          | Ucrânia            | 53.57   |                  |
| 30   | 8       | 1    | Jorge Iga            | México             | 53.58   |                  |
| 31   | 5       | 1    | Diego Balbi          | Peru               | 53.62   |                  |
| 32   | 7       | 0    | Jarod Hatch          | Filipinas          | 53.75   |                  |
| 33   | 4       | 6    | Benjamin Schnapp     | Chile              | 53.77   | Recorde nacional |
| 34   | 5       | 5    | Jaouad Syoud         | Argélia            | 53.96   |                  |
| 35   | 5       | 6    | Joe Kurniawan        | Indonésia          | 53.97   |                  |
| 36   | 4       | 7    | Artur Barseghyan     | Armênia            | 54.22   |                  |
| 37   | 4       | 4    | Steven Aimable       | Senegal            | 54.23   |                  |
| 38   | 5       | 0    | Abeku Jackson        | Gana               | 54.28   |                  |
| 39   | 4       | 5    | Jesse Ssengonzi      | Uganda             | 54.48   |                  |
| 40   | 4       | 2    | Nika Tchitchiashvili | Geórgia            | 54.71   |                  |
| 41   | 4       | 1    | Josh Kirlew          | Jamaica            | 54.75   |                  |
| 42   | 4       | 9    | Ramil Valizade       | Azerbaijão         | 54.88   |                  |
| 43   | 4       | 3    | Tibor Tistan         | Eslováquia         | 55.27   |                  |
| 44   | 6       | 8    | Yang Jae-hoon        | Coreia do Sul      | 55.39   |                  |
| 45   | 1       | 3    | Leo Nolles           | Uruguai            | 55.86   |                  |
| 45   | 3       | 4    | Jayhan Odlum-Smith   | Santa Lúcia        | 55.86   |                  |
| 47   | 3       | 2    | Raekwon Noel         | Guiana             | 56.24   |                  |
| 48   | 4       | 8    | Esteban Nuñez        | Bolívia            | 56.68   |                  |
| 49   | 3       | 6    | Clinton Opute        | Nigéria            | 56.95   |                  |
| 50   | 3       | 3    | Zackary Gresham      | Granada            | 57.26   |                  |
| 51   | 3       | 5    | Marvin Johnson       | Bahamas            | 57.29   |                  |
| 52   | 3       | 8    | Lam Chi Chong        | Macau              | 57.39   |                  |
| 53   | 2       | 1    | Mohammad Al-Otaibi   | Kuwait             | 58.47   |                  |
| 54   | 3       | 1    | Jeno Heyns           | Suriname           | 58.51   |                  |
| 55   | 3       | 9    | Mohamad Masoud       | Atletas Refugiados | 58.61   |                  |
| 56   | 2       | 5    | Finau Ohuafi         | Tonga              | 58.62   |                  |
| 57   | 3       | 0    | Paolo Priska         | Albânia            | 59.01   |                  |
| 57   | 3       | 7    | James Hendrix        | Guam               | 59.01   |                  |
| 59   | 2       | 3    | Kokoro Frost         | Samoa              | 59.75   |                  |
| 60   | 2       | 4    | Hasan Al-Zinkee      | Iraque             | 59.77   |                  |
| 61   | 2       | 2    | Thomas Chen          | Papua-Nova Guiné   | 1:00.66 |                  |
| 62   | 2       | 6    | Kinley Lhendup       | Butão              | 1:01.87 |                  |
| 63   | 1       | 5    | Abdul Al-Kulaibi     | Omã                | 1:02.36 |                  |
| 64   | 2       | 7    | Elhadj Diallo        | Guiné              | 1:03.53 |                  |
| 65   | 2       | 8    | Aaron Owusu          | Eritreia           | 1:05.63 |                  |
| 66   | 1       | 4    | Yusuf Nasser         | Iêmen              | 1:12.93 |                  |
| –    | 4       | 0    | Miloš Milenković     | Montenegro         | DNS     | DNS              |
| –    | 5       | 7    | Yeziel Morales       | Porto Rico         | DNS     | DNS              |
| –    | 7       | 1    | Cameron Gray         | Nova Zelândia      | DNS     | DNS              |
| –    | 7       | 8    | Konstantinos Stamou  | Grécia             | DNS     | DNS              |
| –    | 8       | 2    | Tomoru Honda         | Japão              | DNS     | DNS              |

Desempate
Uma prova extra foi realizada no dia 16 de fevereiro com início às 11:38.
| Pos. | Raia | Nadador       | Nacionalidade | Tempo | Notas            |
| ---- | ---- | ------------- | ------------- | ----- | ---------------- |
| 1    | 4    | Matthew Sates | África do Sul | 51.80 | Q                |
| 2    | 5    | Max McCusker  | Irlanda       | 52.31 | Recorde nacional |

### Semifinais
Esses foram os resultados das semifinais. A prova foi realizada no dia 16 de fevereiro com início às 19:09.
| Pos. | Bateria | Raia | Nadador             | Nacionalidade  | Tempo | Notas |
| ---- | ------- | ---- | ------------------- | -------------- | ----- | ----- |
| 1    | 2       | 3    | Diogo Ribeiro       | Portugal       | 51.30 | Q,    |
| 2    | 2       | 6    | Jakub Majerski      | Polónia        | 51.33 | Q     |
| 3    | 2       | 4    | Simon Bucher        | Áustria        | 51.39 | Q     |
| 4    | 2       | 7    | Mario Molla         | Espanha        | 51.48 | Q     |
| 5    | 1       | 6    | Chad le Clos        | África do Sul  | 51.70 | Q     |
| 6    | 1       | 2    | Josif Miladinov     | Bulgária       | 51.72 | Q     |
| 7    | 2       | 5    | Nyls Korstanje      | Países Baixos  | 51.75 | Q     |
| 8    | 1       | 3    | Zach Harting        | Estados Unidos | 51.78 | Q     |
| 9    | 1       | 4    | Katsuhiro Matsumoto | Japão          | 51.85 |       |
| 10   | 1       | 8    | Matthew Sates       | África do Sul  | 51.99 |       |
| 11   | 1       | 5    | Adilbek Mussin      | Cazaquistão    | 52.06 |       |
| 12   | 2       | 2    | Finlay Knox         | Canadá         | 52.07 |       |
| 13   | 1       | 1    | Matheus Gonche      | Brasil         | 52.12 |       |
| 14   | 2       | 8    | Gianmarco Sansone   | Itália         | 52.15 |       |
| 15   | 2       | 1    | Adrian Jaśkiewicz   | Polónia        | 52.28 |       |
| 16   | 1       | 7    | Shaine Casas        | Estados Unidos | 52.75 |       |

### Final
A final foi realizada em 17 de fevereiro às 19:42.
| Pos.              | Raia | Nadador         | Nacionalidade  | Tempo | Notas            |
| ----------------- | ---- | --------------- | -------------- | ----- | ---------------- |
| Medalha de ouro   | 4    | Diogo Ribeiro   | Portugal       | 51.17 | Recorde nacional |
| Medalha de prata  | 3    | Simon Bucher    | Áustria        | 51.28 |                  |
| Medalha de bronze | 5    | Jakub Majerski  | Polónia        | 51.32 |                  |
| 4                 | 1    | Nyls Korstanje  | Países Baixos  | 51.41 |                  |
| 5                 | 2    | Chad le Clos    | África do Sul  | 51.48 |                  |
| 6                 | 8    | Zach Harting    | Estados Unidos | 51.68 |                  |
| 7                 | 6    | Mario Molla     | Espanha        | 51.72 |                  |
| 8                 | 7    | Josif Miladinov | Bulgária       | 51.73 |                  |

Legenda
| Recorde mundial       | Recorde mundial (World record)               |                       | Recorde africano                      | Recorde africano (African) |                                           | Q | Classificado por posição (Qualified) |
| Recorde do campeonato | Recorde do campeonato (Championship record)  | Recorde da América    | Recorde da América (Americas)         | q                          | Classificado por melhor tempo (Qualified) |   |                                      |
| Melhor marca do ano   | Melhor marca do ano (World leading)          | Recorde asiático      | Recorde asiático (Asian)              | DNS                        | Não largou (Did not start)                |   |                                      |
| Recorde nacional      | Recorde nacional (National record)           | Recorde europeu       | Recorde europeu (European)            | DNF                        | Não terminou (Did not finish)             |   |                                      |
| Recorde pessoal       | Recorde pessoal do atleta (Personal best)    | Recorde da Oceania    | Recorde da Oceania (Oceania)          | DSQ / DQ                   | Desclassificado (Disqualified)            |   |                                      |
| Recorde da temporada  | Recorde da temporada do atleta (Season best) | Recorde sul-americano | Recorde sul-americano (South America) | NM                         | Sem marca (No mark)                       |   |                                      |